# Snorre Björkson
Snorre Björkson (* 1968) ist ein plattdeutscher Hörspielautor. Im Jahr 1998 erhielt er den Freudenthal-Preis für Lyrik.

## Werke in plattdeutscher Sprache
Snorre Björksons Plattdeutsch ist eine Mischung aus dem Ostfriesischen von Ostrhauderfehn und dem Dialekt von Mardorf. Für seine Hörspiele hat er dreimal den zweiten Platz beim Hörspielwettbewerb in Zons bekommen.

### Hörspiele (Auswahl)
Hörspiele, die seit 2000 bei Radio Bremen/NDR herausgekommen sind:
- 2000: De Hasenflapp-Rapport – Regie: Frank Grupe (Original-Hörspiel, Mundarthörspiel, Kriminalhörspiel – RB/Jochen Schütt/NDR)
- 2000: Präludium för Josse – Regie: Hans Helge Ott (Originalhörspiel, Mundarthörspiel – RB/Jochen Schütt/NDR)
  - Auszeichnung: Zonser Hörspielpreis 2001 (2. Platz)
- 2001: Dat Swimmen in'n Spegel – Regie: Hans Helge Ott (Originalhörspiel, Mundarthörspiel – RB/Jochen Schütt/NDR)
- 2002: Woso hest Du mi upp dat Ailand bröcht? – Regie: Georg Bühren (Originalhörspiel, Mundarthörspiel – RB/Jochen Schütt/NDR)
  - Auszeichnung: Zonser Hörspielpreis 2002 (2. Platz)
- 2002: Een Nannskerl – Regie: Jochen Schütt (Originalhörspiel, Mundarthörspiel – RB/NDR)
- 2003: SchnappSchuss – De Krimi op Platt: Kühleborn spöökt wedder – Regie: Georg Bühren (Originalhörspiel, Mundarthörspiel, Kriminalhörspiel – RB/NDR)
- 2003: Dat Kind ünner't Ies – Regie: Jochen Schütt (Originalhörspiel, Mundarthörspiel – RB/NDR)
- 2004: Märte un Joe – Regie: Ilka Bartels (Originalhörspiel, Mundarthörspiel – RB/NDR)
- 2011: Njorka un de Fents van'n Sümmer (Njorka un de Fents vun'n Sommer) – Regie: Ilka Bartels (Originalhörspiel, Mundarthörspiel – NDR/RB)
  - Auszeichnung: Zonser Hörspielpreis 2012 (2. Platz)

- Weer een Vöörjåår un ik bin noch bi to leven

## Weiteres
- Roman Präludium für Josse, 2006, Aufbau-Verlag Berlin (hochdeutsch)[5]